# Enzo Scifo
Vincenzo „Enzo” Scifo (ur. 19 lutego 1966 w La Louvière) – były belgijski piłkarz grający jako ofensywny pomocnik. Czterokrotny uczestnik finałów mistrzostw świata.
Urodził się we włoskiej rodzinie. W profesjonalnym futbolu debiutował w 1983 w barwach RSC Anderlecht, a już w następnym roku – jako osiemnastolatek – dostał nagrodę dla najlepszego belgijskiego piłkarza. Z Anderlechtem zdobywał tytuły mistrza kraju. W 1987 odszedł do Interu Mediolan, jednak nie spełnił oczekiwań i już w następnym roku został piłkarzem Girondins Bordeaux. We Francji grał także w AJ Auxerre (1989–1991) oraz – z dwuletnią przerwą na występy w Torino FC (1991–1993) – AS Monaco (1993–1997). W 1997 wrócił do Anderlechtu, gdzie grał do 2000. Karierę kończył w Charleroi.
W reprezentacji Belgii rozegrał 84 spotkania i strzelił 18 bramek. Debiutował w czerwcu 1984 w meczu z Jugosławią podczas ME 84, ostatni raz zagrał w 1998. W latach 1986–1998 regularnie występował w mistrzostwach świata, na czterech turniejach rozgrywając łącznie 16 meczów (MŚ 86, MŚ 90, MŚ 94, MŚ 98). Największy sukces odniósł w 1986 – w Meksyku Belgia zajęła czwarte miejsce.